# Каменка (Режівський міський округ)
Ка́менка (рос. Каменка) — село у складі Режівського міського округу Свердловської області.
Населення — 264 особи (2010, 255 у 2002).
Національний склад станом на 2002 рік: росіяни — 90 %.